# 아~쨩
아~쨩(あ〜ちゃん, 본명: 니시와키 아야카, 일본어: 西脇綾香, 1989년 2월 15일~)는 일본의 3인조 걸 그룹 Perfume의 멤버이다.